# Fort VII

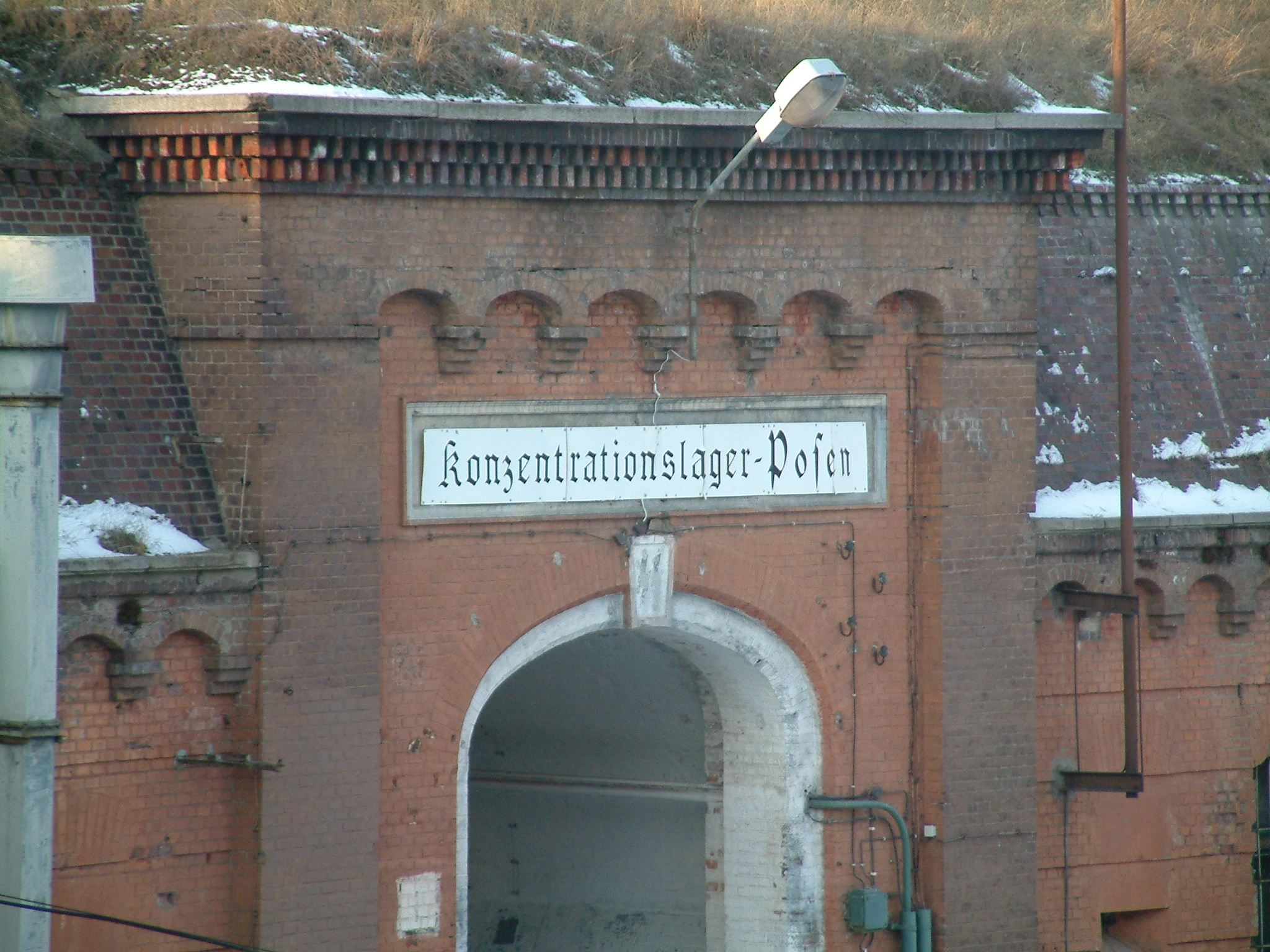
Huvudingången till Fort VII.

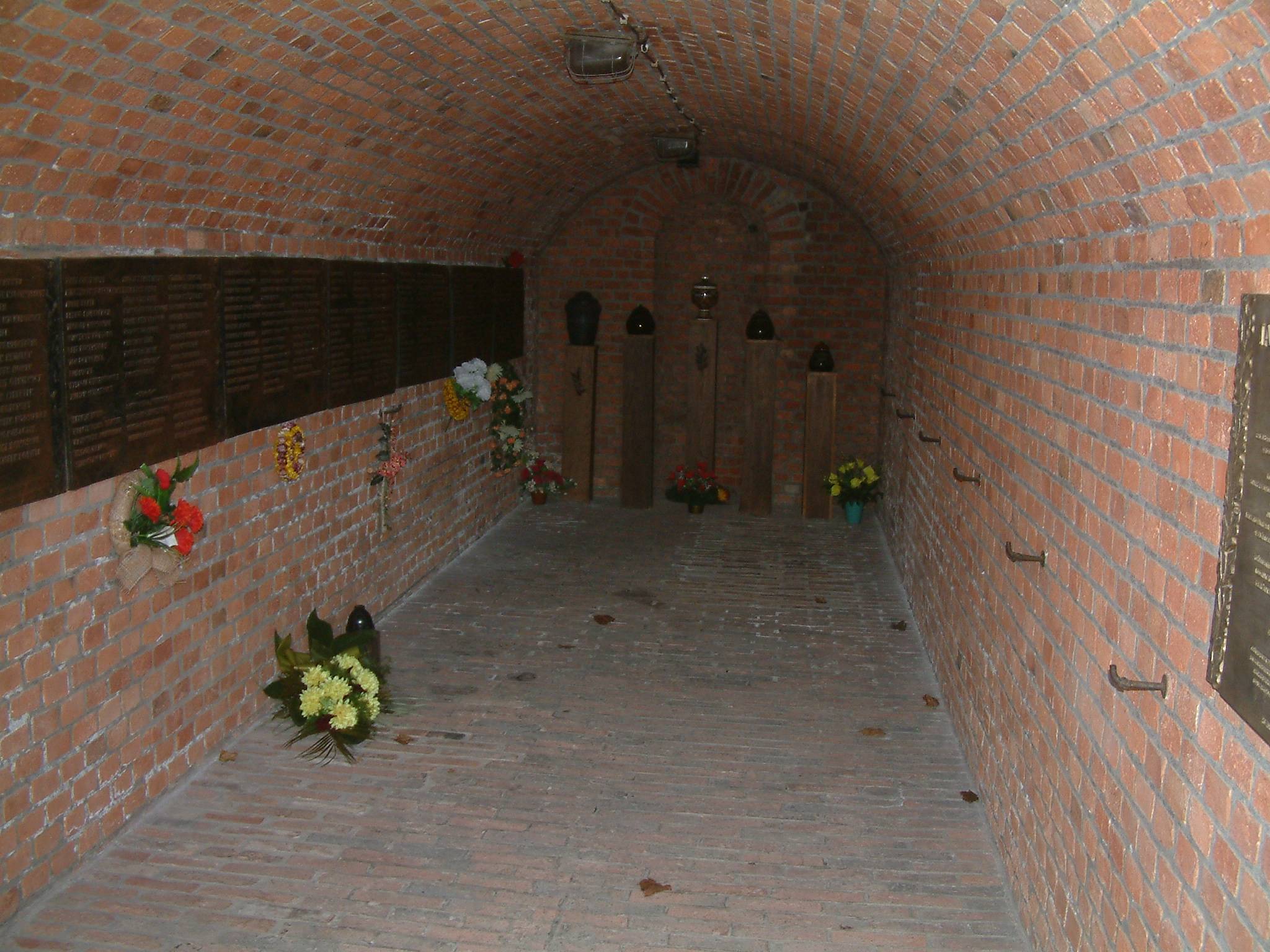
Bunker 17 som tjänade som gaskammare.

Fort VII, eller officiellt Konzentrationslager Posen, var ett nazistiskt koncentrationsläger som inrättades i oktober 1939 i Posen i dåvarande Reichsgau Wartheland. Omkring 18 000 personer passerade genom lägret och omkring 4 500 dog där.

## Fort och koncentrationsläger
Preussiska myndigheter uppförde Fort VII som en försvarsanläggning vid Poznań mellan 1876 och 1880. Fortet är beläget i Jeżyce-distriktet i västra delen av staden. Under mellankrigstiden nyttjades anläggningen som förrådsutrymme.
Den 1 september 1939 anföll Tyskland sin östra granne Polen och andra världskriget inleddes. Fort VII blev det första koncentrationslägret på polsk mark och togs i bruk i mitten av oktober 1939. Fångarna var i huvudsak polacker från regionen Wielkopolska. Dessa tillhörde intelligentian eller var kända patrioter och veteraner från Posenupproren och Schlesiska upproren.
I oktober 1939 installerade kemisten August Becker en gaskammare i en av Fort VII:s bunkrar. I slutet av månaden mördades psykiskt funktionshindrade patienter från Poznań och Owińska genom att buteljerad kolmonoxid fördes in i den lufttäta bunkern.
I mitten av november övertogs Fort VII av Gestapo. Fångarna hölls i Fort VII i omkring sex månader, innan de dömdes till döden, till fängelse eller överflyttades till ett större koncentrationsläger, till exempel Dachau eller Auschwitz. I sällsynta fall kunde en fånge bli frigiven.